# بروق أجوف
البَروَق الأجوف أو البروق (باللاتينية: Asphodelus fistulosus) نوع نباتي ينتمي إلى جنس البروق من الفصيلة البروقية.

## الموئل والانتشار
موطنه حوض البحر الأبيض المتوسط من بلاد الشام إلى مصر والمغرب العربي وتركيا وجنوب أوروبا. أدخل إلى الولايات المتحدة وأستراليا ونيوزيلندا، حيث ينتشر في البيئات المتوسطية في هذه البلدان كنوع مجتاح.
يعد هذا النوع من النباتات السامة.